# Antirrhinum latifolium
La bocca di leone gialla (Antirrhinum latifolium Miller, 1768 ) è una pianta dai vistosi fiori gialli appartenente alla famiglia delle Plantaginacee.

## Etimologia
Il nome generico (Antirrhinum) deriva da alcune parole greche il cui significato è “simile a un muso (o un naso)”, infatti “anti” = simile e “rhin” = naso e fa riferimento alla particolare forma della corolla definita anche "personata". La prima documentazione di questo nome si ha da Joseph Pitton de Tournefort (Aix-en-Provence, 5 giugno 1656 – Parigi, 28 dicembre 1708) un botanico francese; e prima ancora da Teofrasto (371 a.C. – Atene, 287 a.C.) un filosofo e botanico greco antico, discepolo di Aristotele, autore di due ampi trattati botanici. L'epiteto specifico (latifolium) deriva dal latino e significa "a foglie larghe".
Il nome scientifico della specie è stato definito dal botanico scozzese Philip Miller (Chelsea, 1691 – Chelsea, 18 dicembre 1771) nella pubblicazione "Gardeners Dictionary, Edition 8. Lond - n. 4. " del 1768.

## Descrizione
L'aspetto della pianta è suffruticoso ed è per la maggior parte pelosa. Nella parte aerea è anche glandulosa. La forma biologica è camefita suffruticosa (Ch frut):  sono piante dai fusti legnosi e di dimensioni non troppo grandi che d'inverno si seccano completamente, ma alcune gemme rimangono nella parte aerea della pianta. Queste piante arrivano ad una altezza massima di (3) 5 - 10 dm.

### Radici
Le radici sono del tipo a fittone.

### Fusto
Il fusto è eretto, semplice, un po' legnoso nella parte inferiore; mentre in quella superiore è fibroso – carnoso.

### Foglie
Le foglie sono quasi persistenti. La loro inserzione sul fusto è varia: può essere opposta, o alterna o (raramente) verticillata, a volte possono avere anche una disposizione a spirale. Dimensioni delle foglie: 2,5 – 5 cm in lunghezza; 1,5 – 2 cm in larghezza. Il colore è verde cupo.
- Foglie basali: sono in genere opposte e con forme spatolate; non hanno picciolo (oppure è piccolissimo).
- Foglie cauline: sono sessili, quasi sempre alterne, con forme da lanceolate a ovali (1,5 - 2,5 volte più lunghe che larghe); la forma della lamina è intera con superficie pubescente; sono inoltre arrotondate all'apice.

### Infiorescenza
Le infiorescenze sono delle dense spighe racemose terminali (solitarie o ascellari), frondose o bratteate. I fiori, grandi e vistosi, sono peduncolati (fino a 10 mm).

### Fiore
- I fiori sono ermafroditi, zigomorfi e tetraciclici (ossia formati da 4 verticilli: calice– corolla – androceo – gineceo) e tetrameri (i verticilli del perianzio hanno 4 elementi). Dimensione del fiore: da 3 a 5 cm.
- Formula fiorale. Per la famiglia di queste piante viene indicata la seguente formula fiorale:

X o * K (4-5), [C (4) o (2+3), A 2+2 o 2], G (2), capsula.
- Il calice, tuboloso-campanulato, più o meno attinomorfo e gamosepalo, è profondamente pentalobato con lobi da subuguali a ineguali (quelli adassiali sono più corti). I lobi hanno delle forme simili a lacinie ovali più piccole della corolla (lunghezza 8 mm).
- La corolla, gamopetala e tubolare del tipo bilabiato con 4 - 5 lobi patenti, è rigonfia nella parte basale. Il labbro superiore è verticale e bilobato; quello inferiore è trilobato con il lobo mediano aderente al labbro superiore. Una salienza prominente sul labbro inferiore (una protuberanza sacciforme) chiude all'altezza delle fauci la gola della corolla (corolla "personata"). La corolla è gialla. Il colore si schiarisce al centro del tubo. Lunghezza della corolla: 33 – 48 mm.
- L'androceo è formato da 4 stami didinami tutti fertili. I filamenti sono adnati alla base della corolla e sono inclusi o poco sporgenti. Le antere sono formate da due teche distinte e molto divaricate; la deiscenza è longitudinale attraverso due fessure. I granuli pollinici sono tricolpoporati.
- Il gineceo è bicarpellare (sincarpico - formato dall'unione di due carpelli connati). L'ovario è supero con placentazione assile e forme da ovoidi o globose a suborbicolari. Gli ovuli per loculo sono numerosi, hanno un solo tegumento e sono tenuinucellati (con la nocella, stadio primordiale dell'ovulo, ridotta a poche cellule).[12]. Lo stilo ha uno stigma da capitato a fortemente bilobo. Il disco nettarifero è distinto e presente.
- Fioritura: da (aprile) maggio a settembre (ottobre).

### Frutti
Il frutto è una capsula (ellissoide – ovoidale nella forma) ad inserzione laterale di 10 – 14 mm di diametro massimo. All'interno i semi sono numerosi, con forme ovali e con la testa alveolato-reticolata oppure crestata. Al momento della maturazione i semi fuoriescono da tre fori che si aprono nella parte superiore del frutto (capsula porocida).

## Biologia
Le specie di questo raggruppamento si riproducono per impollinazione tramite insetti quali imenotteri, lepidotteri o ditteri (impollinazione entomogama) ovvero tramite il vento (impollinazione anemogama).
La dispersione dei semi avviene inizialmente a causa del vento (dispersione anemocora); una volta caduti a terra sono dispersi soprattutto da insetti tipo formiche (mirmecoria).

## Distribuzione e habitat

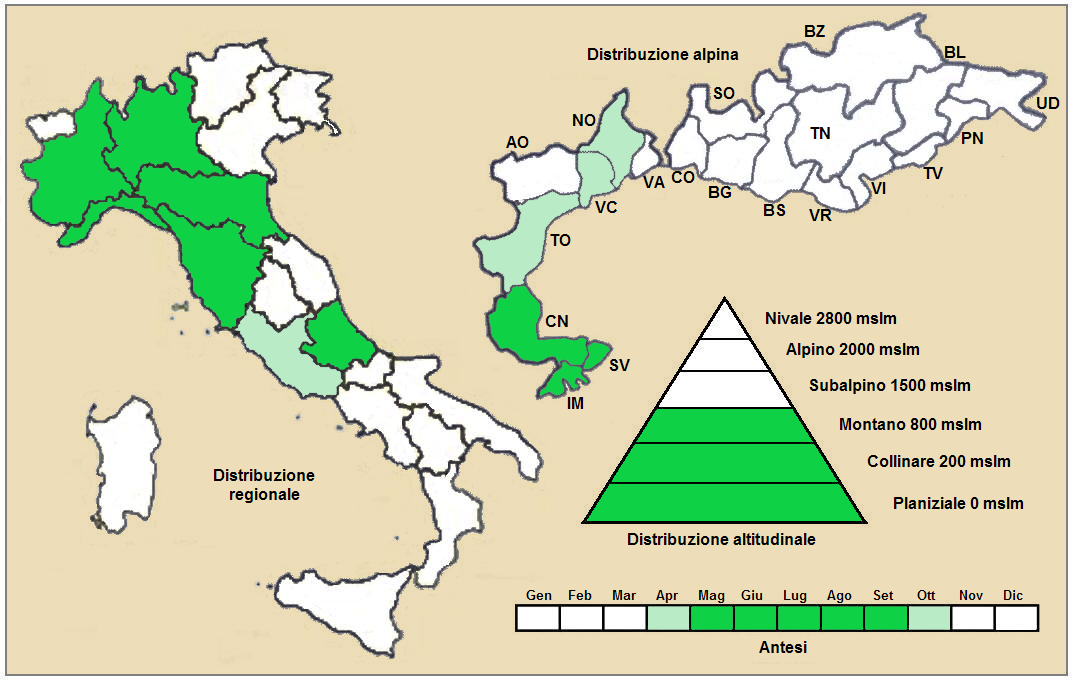
Distribuzione della pianta
(Distribuzione regionale – Distribuzione alpina)

- Geoelemento: il tipo corologico (area di origine) è Nord Ovest Mediterraneo (Steno-mediterraneo).
- Distribuzione: in Italia è una pianta rara ed è presente al Nord lungo il litorale tirrenico. Nelle Alpi italiane si trova solamente nel settore occidentale (Liguria e Piemonte). Fuori dall'Italia, sempre nelle Alpi, questa specie si trova in Francia (tutti i dipartimenti alpini). Sugli altri rilievi europei collegati alle Alpi si trova nel Massiccio del Giura e Pirenei.[14]
- Habitat: l'habitat tipico sono le rupi, i muri e i ripari sotto roccia. Il substrato preferito è calcareo ma anche calcareo/siliceo con pH basico, medi valori nutrizionali del terreno che deve essere secco.[14]
- Distribuzione altitudinale: sui rilievi queste piante si possono trovare fino a 600 m s.l.m.; frequentano quindi i seguenti piani vegetazionali: montano e collinare (oltre a quello planiziale – a livello del mare).

### Fitosociologia
Dal punto di vista fitosociologico alpino Antirrhinum latifolium appartiene alla seguente comunità vegetale:
- Formazione: comunità delle fessure e delle rupi e dei ghiaioni

- Classe: Asplenietea trichomanis

- Ordine: Potentilletalia caulescentis

- Alleanza: Potentillion caulescentis

## Tassonomia
La famiglia Plantaginaceae comprende 12 tribù, 105 generi e oltre 1 800 specie.
La specie Antirrhinum latifolium fino a poco tempo fa era inclusa nella famiglia Veronicaceae o Scrophulariaceae a seconda dei vari Autori. La classificazione APG la assegna alla famigli Plantaginaceae.

### Sottospecie
Per questa specie è riconosciuta come valida la seguente sottospecie:
- Antirrhinum latifolium subsp. intermedium (Debeaux) Nyman, 1881

### Sinonimi
Questa entità ha avuto nel tempo diverse nomenclature. L'elenco seguente indica alcuni tra i sinonimi più frequenti:
- Antirrhinum diffusum Bernh. ex Steud.
- Antirrhinum majus subsp. latifolium  (Mill.) Rouy
- Antirrhinum nicaeense  Risso
- Antirrhinum nicaeense var. latifolium  (Mill.) Risso

#### Sinonimi della sottospecieintermedium
- Antirrhinum huetii  Reut.
- Antirrhinum hybridum  Benth.
- Antirrhinum intermedium  Debeaux
- Antirrhinum latifolium var. huetii  (Reut.) Rouy
- Antirrhinum latifolium var. hybridum  Chav.
- Antirrhinum latifolium var. intermedium  (Debeaux) Rouy
- Antirrhinum latifolium var. striatum  DC.
- Antirrhinum majus var. fallax  Loret
- Antirrhinum majus var. huetii  (Reut.) Rouy
- Antirrhinum majus var. hybridum  Benth.
- Antirrhinum majus var. intermedium  (Debeaux) Rouy
- Antirrhinum majus subsp. striatum  (DC.) Rothm.
- Antirrhinum majus var. striatum  (DC.) Rothm.
- Antirrhinum medium  Steud.
- Antirrhinum paui  Sennen
- Antirrhinum striatum  (DC.) Schrank ex Steud.

## Altre notizie
La bocca di leone gialla in altre lingue è chiamata nei seguenti modi:
- (DE)  Breitblättriges Löwenmaul
- (FR)  Muflier è larges feuilles